# Syrphophagus elaeagni
Syrphophagus elaeagni är en stekelart som först beskrevs av Trjapitzin 1969.  Syrphophagus elaeagni ingår i släktet Syrphophagus och familjen sköldlussteklar. Inga underarter finns listade i Catalogue of Life.